# Maurice Borno
Maurice Borno, né en septembre 1917, mort en décembre 1955, est un artiste peintre haïtien. Outre ses propres créations, c'est un des membres fondateurs du Centre d'art de Port-au-Prince et un ardent promoteur de la peinture haïtienne.

## Éléments biographiques
Né le 7 septembre 1917 à Port-au-Prince, Maurice Borno fait ses études notamment au Collège Saint-Martial à Haïti. Adolescent, il s’intéresse au dessin et à la caricature  et suit des cours par correspondance à l’École ABC de Paris. Il poursuit ensuite des études de droit et de comptabilité.
À partir de 1930, un groupe d’artistes peintres se constitue à Port-au-Prince dans le sillage du mouvement littéraire indigéniste haïtien (qui comprenait des auteurs tels que Jacques Roumain). C’est l’école picturale indigéniste d’Haïti, animée notamment par le peintre Pétion Savain. Maurice Borno fait partie des jeunes artistes qui gravitent autour de Savain.
En 1944, un aquarelliste américain, DeWitt Peters, s’installe à Haïti et prend contact avec les artistes de cette école indigéniste. Puis, avec quelques intellectuels et artistes haïtiens, dont notamment Maurice Borno, Albert Mangonès, ou encore Gérald Bloncourt, il cofonde le Centre d’Art de Port-au-Prince, à un moment où il n’existe pas encore de galeries d’art et où il n'existe plus d’école publique d’art en Haïti,. Le discours inaugural du Centre appelle à la constitution d’une peinture d’expression haïtienne, et, de fait, ce Centre va permettre l’émergence de plusieurs générations d’artistes plasticiens. Maurice Borno, peut-être du fait de ses formations en gestion, est choisi pour en être le premier président du conseil d’administration, de 1944 à 1948, tout en continuant à créer et à exposer (comme par exemple en 1947 avec Luce Turnier et Raoul Dupoux). Il y enseigne également le dessin. En 1947, il dresse le bilan des trois premières années d’existence du centre : 40 expositions réalisées à Port-au-Prince, deux au Cap-Haïtien, une au États-Unis, une à Paris, 180 œuvres vendues en Haïti, 15 tableaux vendus à New York, etc…. Initialement conçu pour être un espace de formation et de production, ce Centre se montre, grâce à ses fondateurs et animateurs, dont Maurice Borno, et à l’effervescence qui y règne, très actif pour faire connaître et diffuser l’art haïtien.
En 1948, trois Haïtiens reçoivent des  bourses de la Fondation Rockefeller dont deux artistes visuels : Luce Turnier et Maurice Borno. La Fondation Rockefeller n'avait jusqu’alors jamais accordé de bourses à des artistes visuels, et leur octroi constitue à la fois une marque de reconnaissance et une mise en exergue de cette scène artistique haïtienne en plein essor. Il s’échappe alors de la routine administrative liée à l’exercice de la présidence du conseil d’administration du Centre et part à New York et Paris découvrir l’évolution internationale de la scène artistique, tout en continuant à représenter l’art haïtien. Il meurt relativement jeune, le 15 décembre 1955.